# 茨田衫子
茨田 衫子（まむた の ころものこ／まんだ の ころものこ、生没年不詳）とは、日本古代の河内国の豪族。姓は連。

## 出自
『新撰姓氏録』「右京皇別」によると、茨田連氏は「多朝臣同祖」とあり、「神八井耳命男彦八井耳命之後也」とある。茨田屯倉の管掌を行ったので、この氏名がある。

## 経歴
『日本書紀』巻第十一によると、仁徳天皇11年、日本最初の大規模な土木工事である茨田堤の築造の際に
そこで天皇は夢を見たところ、神が現れて
とおっしゃられた。そこでこの二名を捜して人身御供にした。
強頸は泣き悲しんで水に入って死んだが、衫子は「全（おふし）匏（ひさご＝瓢簞）両個（ふたつ）」を取って、川の中に投げ入れ、うけいをした。
そのように言った途端、つむじ風がにわかに起こり、匏を引いて水中に沈めたが、匏は波の上に転がるだけで沈まなかった。風に流されて遠くへ行ってしまった。
かくして衫子は死ななかったが、堤は完成した。これは衫子の才量によって命が助かったのである。時の人はこれを強頸断間・衫子断間と呼んだ。
前者は大阪市旭区千林町、後者は寝屋川市太間に比定されている。
これと同様の物語が仁徳天皇67年にある。吉備中国（きびのみちのなかのくに）の川嶋河の川俣に、大虬（みずち＝大蛇・竜）が住んでおり、毒気で人々を苦しめていた。笠臣の始祖の県守（あがたもり）は勇敢で力が強く、淵に「三（みつ）の全瓠（おふしひさこ）」を投げ入れ、「お前がこの瓠を沈められるのなら、私が避ろう。できなければお前の体を斬るだろう」と言った。みずちは鹿に化けて瓠を沈めようとしたが、沈まずに、県守は剣を抜いて水中にはいり、みずちとその仲間を斬り殺した。この淵を県守淵と言う。この時妖気に当てられて、叛く者が一二名いたという。
茨田連一族は、『日本書紀』巻第二十九によると、八色の姓制定により、684年（天武天皇13年12月）、宿禰の姓を与えられている。

## 考証
この説話の末尾には、
とあり、5世紀代から本格化する大土木工事の技術や知識が渡来人集団によるものであることは明らかであり、その技術革新への自信が自然の脅威への挑戦・克服へと繋がっていることを、衫子の行動自身が指し示している。
そこにはそれまでの農民の利益を代表してきた共同体の機能の存続・維持を求めてきた「迷信」への克服が現れている。農耕具の進歩（U字形鍬・曲刃の鎌など）、武具における革綴短甲から鋲留短甲への革新・発展、須恵器生産の開始、騎馬の風習なども大いに関係している。